# Organizația Mondială a Sănătății
OMS „Organizația Mondială a Sănătății” (sau WHO - acronimul în limba engleză a denumirii World Health Organization) cu sediul central la Geneva a fost înființată la 7 aprilie 1948, având în prezent 193 de state membre. Are reprezentanțe în 147 de țări și 6 birouri regionale. Bugetul pe anul 2009 a fost de aproape 5 miliarde de dolari americani.
Este o organizație internațională care are rolul de a menține și coordona situația sănătății populațiilor pe glob.Prioritățile curente includ bolile transmisibile, în special HIV/SIDA, Ebola, malaria COVID-19 si tuberculoza; diminuarea efectelor bolilor netransmisibile, dezvoltarea și îmbătrânirea; nutriția și alimentația sănătoasă; abuzul de substanțe.
Finanțarea bugetului se face prin cotizații plătite de către țările membre, contribuții voluntare ale țărilor membre sau donații. Cotizațiile sunt calculate conform unei scări mobile: țările bogate plătesc mai mult iar cele sărace mai puțin (de ex. Belize plătește doar câteva mii de dolari americani pe an). 

## Istoria
Cu ocazia unei conferințe ținute la Paris în martie- aprilie 1946 de către 18 membri ONU, un comitet tehnic a redactat un plan de constituție pentru o organizație mondială a sănătății. Erau descrise principiile de activitate și funcțiile pe care urma să le aibă organizația. Aceste propuneri au fost apoi prezentate delegațiilor naționale la o conferință ținută la New York în iunie-iulie 1946. Pe 19 iulie, 61 de state au semnat constituția. China și Regatul Unit au semnat necondiționat, iar celelalte delegații au semnat cu condiții. A fost dată autorizarea să se stabilească o comisie interimară cu 18 membri. Un canadian, dr. Brock Chisholm, a fost numit secretar-executiv al acestei comisii, care urma să conducă programul până când 26 de țări semnau constituția necondiționat. Această a 26-a semnătură a fost obținută pe data de 7 aprilie 1948- dată care este considerată ca zi de naștere a Organizației Mondiale a Sănătății.
Statele Unite ale Americii vor părăsi Organizația Mondială a Sănătății în ianuarie 2026. Între timp, SUA au încetat să mai coopereze cu OMS.

## Scopul OMS
Rolul organizației, stabilit în constituția ei, este menținerea în cea mai bună stare a sănătății populațiilor pe glob. Strategia de combatere a bolilor a fost formulată în „Declarația de la Alma-Ata” (1978) din Kazahstan.
Nivelul de sănătate atins trebuie să-i asigure omului o stare fizică și psihică pentru a putea deveni productiv și folositor societății.
Concepția despre sănătate și despre menținerea ei prin strategia combaterii bolilor este formulată în „Charta de la Ottawa” (1986).

## Directori generali ai OMS
| Nume                   | Stat          | Perioada              |
| ---------------------- | ------------- | --------------------- |
| Brock Chisholm         | Canada        | 1948–1953             |
| Marcolino Gomes Candau | Brazilia      | 1953–1973             |
| Halfdan T. Mahler      | Danemarca     | 1973–1988             |
| Hiroshi Nakajima       | Japonia       | 1988–1998             |
| Gro Harlem Brundtland  | Norvegia      | 1998–2003             |
| Jong-wook Lee          | Coreea de Sud | 2003–2006 (d. 22 mai) |
| Anders Nordström       | Suedia        | 2006-2007             |
| Margaret Chan          | China         | 2007–2017             |
| Tedros Adhanom         | Etiopia       | 2017-prezent          |